# Trasporto pubblico

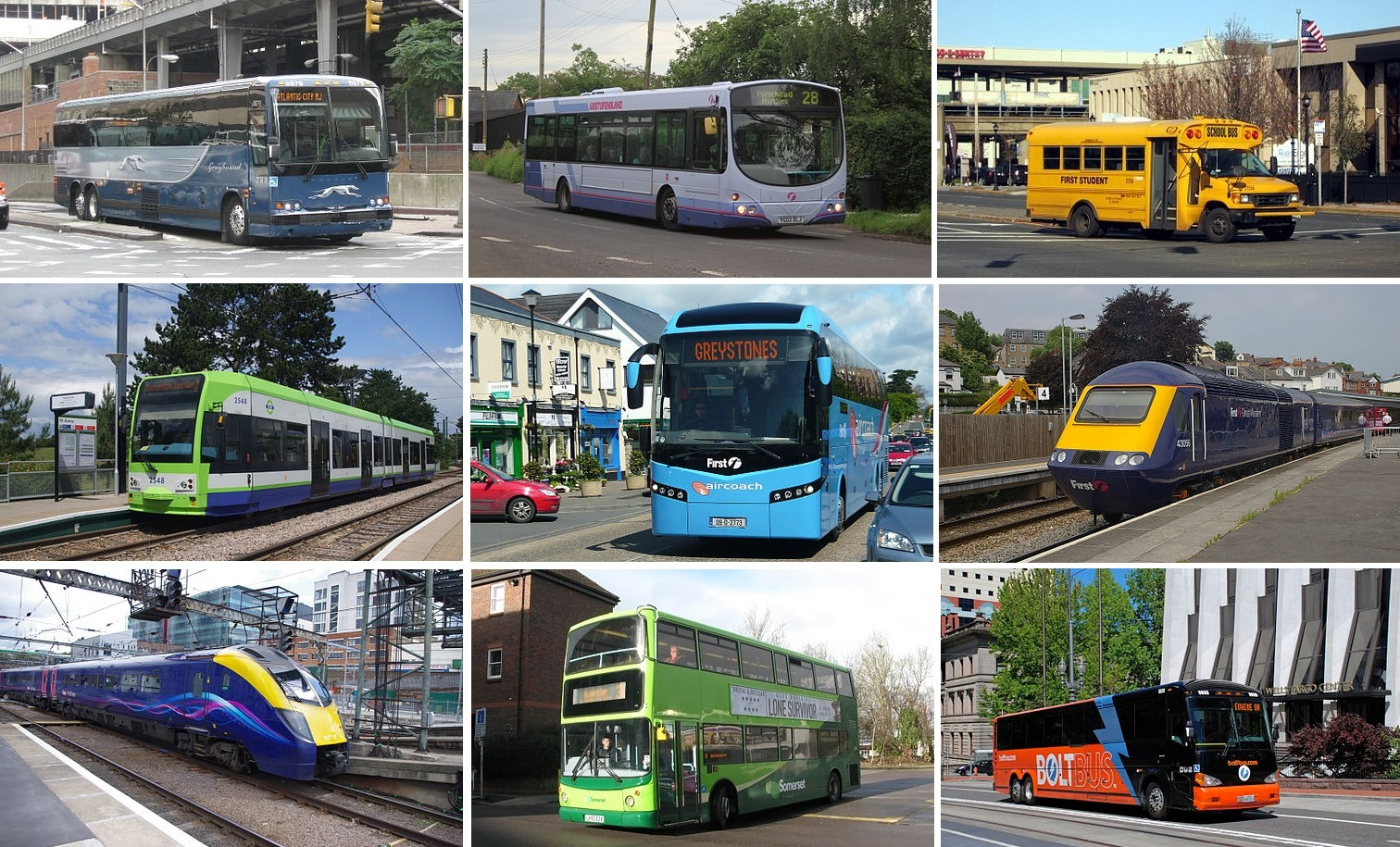
Esempi di trasporto pubblico

Il trasporto pubblico è il trasporto di persone con l'utilizzo di vari mezzi di trasporto di gruppo rivolti al pubblico generale. 

## Tipi di trasporto pubblico

### Trasporto pubblico locale
Il trasporto pubblico locale (TPL) riguarda gli spostamenti all'interno di una città, di una provincia/città metropolitana o di una regione, esercitati da un'azienda (sia pubblica che privata) che opera tramite una concessione da parte dell'ente statale interessato (città o regione). Nel mondo esistono aziende che sono totalmente partecipate da un ente statale (come ATAC e TfL) ma anche aziende private (come Arriva).

### Trasporto a lunga percorrenza
Il trasporto a lunga percorrenza riguarda invece il trasporto di passeggeri a livello statale, e non è da confondere con il trasporto di turisti che può avvenire tramite l'uso di aerei, pullman turistici e traghetti.

## Mezzi di trasporto utilizzati
A prescindere dal tipo di trasporto pubblico, esso si può esercitare con:
su tracciato vincolato
- treni
- metropolitana
- metrotranvia
- tram
- funicolare o people mover

su strada
- risciò
- velotaxi
- autobus
- filobus
- taxi
- minibus

su strada parzialmente vincolati
- Guided Light Transit
- Translohr
- O-Bahn

su acqua
- traghetto
- aliscafo
- vaporetto

su funi metalliche
- funivia
- seggiovia
- cabinovia
- sciovia

Sono anche utilizzati come mezzi di trasporto pubblico locale in alcune città con forti dislivelli o con particolari condizioni i cosiddetti sistemi ettometrici: 
- ascensori
- scale mobili

Quando diversi servizi sono integrati fra loro a comporre un viaggio completo (unendo ad esempio un tratto in treno ad uno in metropolitana) si parla di multimodalità, che può interessare anche forme di trasporto privato quali automobili o biciclette mediante l'imbarco dei medesimi la predisposizione di parcheggi di interscambio.